# Puchar Polski w piłce nożnej (1985/1986)
Puchar Polski w piłce nożnej mężczyzn 1985/1986 – 32. edycja rozgrywek mających na celu wyłonienie zdobywcy Pucharu Polski, który uzyskał tym samym prawo gry w 1/16 finału Pucharu Zdobywców Pucharów w sezonie 1986/1987. Mecz finałowy odbył się na Stadionie Śląskim w Chorzowie.
Tytuł zdobył GKS Katowice, dla którego był to pierwszy tryumf w historii klubu.
I runda – 28 lipca 1985
Dąb Dębno – Warta Poznań 0-4
Sparta Złotów – Lech II Poznań 1-3
Promień Żary – Lubuszanin Drezdenko 2-3
Wielim Szczecinek – Błękitni Stargard 0-2
Polonia Środa Śląska – Zagłębie II Wałbrzych 1-0
Moto Jelcz II Oława – Odra Opole 0-2
Orzeł Ząbkowice Śląskie – Lechia Piechowice  1-1, k. 8-7
Kania Gostyń – Zamet Przemków  2-2, k. 4-3
Unia Wąbrzeźno – Stoczniowiec Gdańsk 0-5
Goplania Inowrocław – Mień Lipno 9-0
Sokół Łowin – Gwardia Szczytno 0-6
Grom Czerwony Bór – Ostrovia Ostrów Mazowiecka 3-0
Mazur Karczew – Wisła Płock 0-1
Pogoń Siedlce – AZS Biała Podlaska 2-1
Mazovia Ciechanów – Bzura Chodaków 2-1
Warta Sieradz – ŁKS II Łódź 3-2
Boruta Zgierz – Górnik Konin 0-2
Włókniarz Kalisz – Lechia Tomaszów Mazowiecki 3-2
Górnik Sosnowiec – Hejnał Kęty 1-0
Motor Praszka – Star Starachowice 2-1
Dalin Myślenice – Sandecja Nowy Sącz 2-2, k. 4-5
Górnik MK Katowice – ROW Rybnik 3-0
LKS Czarni Czudec – Karpaty Krosno 2-3
Polna Przemyśl – Resovia II  5-0
Stal II Stalowa Wola – AZS-AWF Warszawa 2-0
Motor II Lublin – Broń Radom 1-3 
Gwardia Chełm – Radomiak II Radom 0-3
Avia II Świdnik – Hetman Zamość 0-1
Pogoń Łapy – Wigry Suwałki  3-2
Unia Tczew – Olimpia Elbląg 0-2
Wisła II Kraków – Unia Tarnów  1-2
Czarni Słupsk – Arkonia Szczecin 2-0
II runda – 7 sierpnia 1985
Gwardia Szczytno – Zawisza Bydgoszcz 2-1
Lubuszanin Drezdenko – Stal Stocznia Szczecin 2-1
Błękitni Stargard – Olimpia Poznań 2-0
Olimpia Elbląg – Jagiellonia Białystok 3-0
Górnik MK Katowice – Odra Wodzisław Śląski 2-0
Unia Tarnów – Piast Gliwice 1-2
Czarni Słupsk – Stilon Gorzów Wielkopolski 2-5, po dogr.
Mazovia Ciechanów – Polonia Warszawa 1-0
Pogoń Łapy – Gwardia Warszawa 1-5
Radomiak II Radom – Avia Świdnik 0-1
Goplania Inowrocław – Moto Jelcz Oława 2-0
Warta Sieradz – Polonia Bytom 1-2, po dogr.
Broń Radom – Stal Stalowa Wola 1-1, k. 4-5
Pogoń Siedlce – Resovia 1-0
Stoczniowiec Gdańsk – Chemik Police 1-0
Sandecja Nowy Sącz – Szombierki Bytom 1-4
Lech II Poznań – Włókniarz Pabianice 0-1
Włókniarz Kalisz – Górnik Knurów 2-2, k. 3-4
Kania Gostyń – Chrobry Głogów 1-1, k. 1-3
Karpaty Krosno – Hutnik Kraków 0-2
Górnik Konin – Błękitni Kielce 1-0
Polna Przemyśl – Cracovia 2-3
Polonia Środa Śląska – Victoria Jaworzno 0-0, k. 2-4
Górnik Sosnowiec – AKS Górnik Niwka Sosnowiec 1-3
Stal II Stalowa Wola – Start Łódź 0-1
Orzeł Ząbkowice Śląskie – Ślęza Wrocław 1-4
Wisła Płock – Igloopol Dębica 3-0
Motor Praszka – Korona Kielce 0-2
Odra Opole – Zagłębie Wałbrzych 2-1
Warta Poznań – Zagłębie Lubin 1-0
Grom Czerwony Bór – Stal Mielec 0-5
Hetman Zamość – Stal Rzeszów 2-2, k. 0-3, powt. 5-1
III runda – 28 sierpnia 1985
Warta Poznań – Odra Opole 1-0
AKS Górnik Niwka Sosnowiec – Górnik Knurów 1-0
Piast Gliwice – Hutnik Kraków 0-1
Włókniarz Pabianice – Gwardia Warszawa 2-0
Mazovia Ciechanów – Gwardia Szczytno 1-2
Lubuszanin Drezdenko – Stilon Gorzów Wielkopolski 1-0
Chrobry Głogów – Polonia Bytom 0-2
Błękitni Stargard – Górnik Konin 3-1, po dogr.
Goplania Inowrocław – Wisła Płock 2-1
Ślęza Wrocław –  Szombierki Bytom 2-3
Cracovia – Stal Mielec 3-1
Pogoń Siedlce – Avia Świdnik 0-3
Górnik MK Katowice – Victoria Jaworzno 0-2
Start Łódź – Stal Stalowa Wola  3-2, po dogr.
Hetman Zamość – Korona Kielce 1-1, k. 2-4
Stoczniowiec Gdańsk – Olimpia Elbląg 1-1, k. 3-2
IV runda – 25 września 1985
AKS Górnik Niwka Sosnowiec – GKS Katowice 1-3
Hutnik Kraków – Zagłębie Sosnowiec 0-2
Szombierki Bytom – Górnik Wałbrzych 1-4
Błękitni Stargard – Bałtyk Gdynia 3-2
Warta Poznań – Wisła Kraków 2-0
Stoczniowiec Gdańsk – Motor Lublin 0-1
Avia Świdnik – Radomiak Radom 1-0
Cracovia – Widzew Łódź 1-2
Victoria Jaworzno – Lech Poznań 1-4
Lubuszanin Drezdenko – Legia Warszawa 2-4
Włókniarz Pabianice – Ruch Chorzów 0-4
Start Łódź – Górnik Zabrze 0-1
Polonia Bytom – Lechia Gdańsk 0-0, k. 4-1
Gwardia Szczytno –  ŁKS Łódź 1-3
Korona Kielce – Śląsk Wrocław 1-3
Goplania Inowrocław – Pogoń Szczecin 1-2

## 1/8 finału
Mecze zostały rozegrane 9 października 1985.
Motor Lublin – Śląsk Wrocław 0:1 dogr. (Marciniak 100')

GKS Katowice – Lech Poznań 1:0 (Łuczak 63')

Widzew Łódź – Legia Warszawa 0:1 (Sikorski 87')

Polonia Bytom – ŁKS Łódź 0:2 (Chojnacki 8' Więzik 88')

Zagłębie Sosnowiec – Górnik Zabrze 0:2 (Urban 31' Majka 62')

Warta Poznań – Górnik Wałbrzych 1:2 dogr. (Szałek 23' - Kosowski 83' Rusiecki 105')

Avia Świdnik – Ruch Chorzów 1:1, k. 6:5 (Czyż 55' - Szewczyk 67')

Błękitni Stargard – Pogoń Szczecin 1:2 (Reszczyński 45' - Makowski 67' Prokopowicz 82')

## Ćwierćfinały
Pierwsze mecze zostały rozegrane 30 października 1985, a rewanże 20 listopada 1985.
Avia Świdnik – Pogoń Szczecin 2:3 (Leszczyński 71' 89' - Włoch 48' Wolski 74' 86')

Pogoń Szczecin – Avia Świdnik 2:1 (Hawrylewicz 13' Kensy 15' - Czyż 57')

-

Górnik Wałbrzych – ŁKS Łódź 1:1 (Dolny 2' - Chojnacki 47')

ŁKS Łódź – Górnik Wałbrzych 3:1 (Różycki 28' R.Robakiewicz 63' Chojnacki 75'k. - Kosowski 65')

-

Legia Warszawa – GKS Katowice 1:3 (Kaczmarek 58' - Kubisztal 25' Furtok 60' 85')

GKS Katowice – Legia Warszawa 2:3 (Koniarek 70' Furtok 85' - Araszkiewicz 1' Karaś 38' Kaczmarek 60')

-

Śląsk Wrocław – Górnik Zabrze 1:1 (Prusik 55' - Pałasz 80')

Górnik Zabrze – Śląsk Wrocław 5:2 (Dankowski 23' Urban 59' Iwan 64' Majka 84' Cyroń 88' - Marciniak 21' Stelmach 54')

## Półfinały
Pierwsze mecze zostały rozegrane 30 listopada 1985, a rewanże 4 grudnia 1985.
Górnik Zabrze – ŁKS Łódź 6:1 (Komornicki 9' 26' Zgutczyński 14' 53' Urban 23' Pałasz 77' - Baran 42')

ŁKS Łódź – Górnik Zabrze 2:1 (Baran 13' Chojnacki 59'k. - Urban 28')

-

Pogoń Szczecin – GKS Katowice 2:1 (Miązek 37' Leśniak 65' - Furtok 2')

GKS Katowice – Pogoń Szczecin 3:1 (Furtok 31' 60' Koniarek 87' - Turowski 12')

## Finał
| 1 maja 1986 17:00 | GKS Katowice · Furtok 22', 27', 87' · Koniarek 83' | 4:12:0Raport | Górnik Zabrze · 47' Komornicki | Stadion Śląski, Chorzów Widzów: 55 000 Sędzia: Janusz Eksztajn (Warszawa) |
|                   |                                                    |              |                                |                                                                           |

| GKS Katowice: |  |                     |              |     |
|               |  |                     |              |     |
| BR            |  | Robert Sęk          |              |     |
| OB            |  | Piotr Nazimek       |              |     |
| OB            |  | Piotr Piekarczyk    |              |     |
| OB            |  | Krzysztof Zając     |              |     |
| OB            |  | Jerzy Kapias        | Żółta kartka |     |
| PO            |  | Marek Biegun        |              | 46' |
| PO            |  | Zbigniew Krzyżoś    |              |     |
| PO            |  | Józef Łuczak        |              |     |
| PO            |  | Mirosław Kubisztal  |              | 80' |
| NA            |  | Marek Koniarek      |              |     |
| NA            |  | Jan Furtok          | Żółta kartka |     |
| Zmiany:       |  |                     |              |     |
| NA            |  | Krzysztof Rzeszutek |              | 46' |
| PO            |  | Wiktor Morcinek     |              | 80' |
| Trener:       |  |                     |              |     |
| Alojzy Łysko  |  |                     |              |     |

| Górnik Zabrze: |  |                     |              |     |
|                |  |                     |              |     |
| BR             |  | Józef Wandzik       |              |     |
| OB             |  | Bogdan Gunia        |              |     |
| OB             |  | Józef Dankowski     | Żółta kartka |     |
| OB             |  | Joachim Klemenz     |              | 37' |
| OB             |  | Adam Ossowski       |              | 20' |
| PO             |  | Marek Majka         |              |     |
| PO             |  | Ryszard Komornicki  |              |     |
| PO             |  | Waldemar Matysik    |              |     |
| PO             |  | Jan Urban           |              |     |
| NA             |  | Andrzej Zgutczyński |              |     |
| NA             |  | Andrzej Pałasz      |              |     |
| Zmiany:        |  |                     |              |     |
| PO             |  | Marek Piotrowicz    |              | 20' |
| NA             |  | Ryszard Cyroń       |              | 37' |
| Trener:        |  |                     |              |     |
| Hubert Kostka  |  |                     |              |     |

| Puchar Polski w piłce nożnej 1985/1986 Zwycięzcy |
| ------------------------------------------------ |
| GKS Katowice 1. Tytuł                            |